# Замок Дерріквін
Замок Дерріквін (англ. Derryquin Castle) — один із замків Ірландії, розташований в графстві Керрі. Замок мав вигляд башти з кам'яним укріпленим будинком, збудованим у XVIII столітті в маєтку Паркнасілла, що біля селища Снім. Замок стояв в 40 км (25 миль) на південний захід від міста Кілларні і був знесений у 1969 році. До нашого часу не лишилося навіть руїн.
Замок збудував ірландський архітектор Джеймс Франклін Фуллер. Він складався з двох частин — триповерхового будинку та чотириповерхової вежі, що проходить через центр двоповерхового крила. Замок був побудований у стилі норманських середньовічних замків з зубцями та всіма ознаками оборонної споруди.

## Історія замку Дерріквін
Маєток Паркнасілл придбав преподобний Джеймс Бленд — англієць, що переїхав до Ірландії в 1692 році. Він був капеланом у війську Генрі Сіднея — І графа Ромні, лорд-лейтенанта Ірландії. Джеймс був сином Джона Бленда Седберга, що вчився в коледжі святого Джона в Кембриджі в 1684 році. Він став архідияконом Лімеріка в 1693 році. Пішовши у відставку, він став архідияконом Агадо 12 липня 1705 року. Потім, в 1711 році, його призначили скарбником Ардферта, а у 1728 році — деканом Ардферта. Бленд продав свої маєтки в Йоркширі в 1717 році. Він був одружений зі старшою дочкою сера Френсіса Брюстера — олдмена з Дубліна.
Після його смерті та поховання в Кілларні маєток та замок успадкував його син — суддя Натаніел Бленд (1695—1760). Він передав маєток та замок своєму сину — преподобному Джеймсу Бленду (1727—1786), а той своєму сину — Френсісу Крістоферу Бленду (1770—1838), що став верховним шерифом графства Керрі у 1806 році. Френсіс передав замок та маєток своєму сину Джеймсу Франкліну Бленду (1799—1863), що став верховним шерифом графством Керрі в 1835 році. Потім замок успадкував Френсіс Крістофер Бленд (1826—1894), що став верховним шерифом графства Керрі в 1859 році. Потім замок успадкував Джеймс Франклін Бленд (1850—1927). Сер Френсіс Крістофер Бленд зобразив замок Дерріквін у своєму романі «Попіл у повітрі».
У 1891 році Джеймс Франклін Бленд продав замок родині Варден, що жила там до 1922 році, коли замок був спалений під час війни за незалежність Ірландії — замок став ареною боїв. Понад 40 історичних споруд Ірландії спіткала та ж сама доля. У той час замком володів полковник британської армії Чарльз Воллес Варден. Замок довго стояв в руїнах. Руїни були знесені в 1969 році. Місце де стояв замок нині знаходиться на території готелю Паркнасілла, який побудувала родина Бленд в 1890 році.
У замку Дерріквін народилась мати відомого архітектора і художника Вільяма Стокса — Летіція Бленд. Вона одружилася з Генрі Стоксом — дослідником Керрі. Вільям Стокс емігрував в Чикаго, але лишив для історії малюнок замку Дерріквін.